# Michael Porr
Michael Porr (* 1967 in Dortmund) ist ein deutscher Kirchenmusiker.

## Leben
Porr begann seine musikalische Ausbildung mit der Trompete. Nach erstem Unterricht bei seinem Vater erhielt er Unterweisung durch Friedemann Immer. Von 1989 bis 1994 studierte er an der Robert-Schumann-Hochschule Düsseldorf. Nach dem A-Examen ergänzte er seine Ausbildung mit einem Orgelstudium, welches er mit dem Konzertexamen abschloss. Von 1996 bis 1998 war er Kantor der Kreuzeskirche in Essen. Seit 1998 ist er Kirchenmusiker der Kirche am Bielert in Opladen.

## Auszeichnungen
- 2013: Leverkusener Löwe
- 2022: Ernennung zum Kirchenmusikdirektor[2]

## Werke
- Messe von der Gegenwart Gottes. Butz-Verlag 2010.
- Singet dem Herrn ein neues Lied. Butz-Verlag 2012.
- Requiem. Butz-Verlag 2014.
- Ich hebe meine Augen auf zu den Bergen. Butz-Verlag 2014.
- Das ist das Licht der Höhe. Butz-Verlag 2016.
- Verleih uns Frieden. Butz-Verlag 2018.